# Campionato Italiano Gran Turismo
Il Campionato Italiano Gran Turismo (abbreviato GT) è un campionato italiano di automobilismo fondato nel 2003 e organizzato dall'Automobile Club d'Italia (ACI) e dalla Commissione Sportiva Automobilistica Italiana (CSAI). La serie ospitava nelle prime stagioni le stesse vetture che correvano nel Campionato FIA GT, per poi aprire a vetture gran turismo di categoria inferiore provenienti da monomarca quali il Ferrari Challenge, Porsche Supercup, Maserati Trofeo, Lamborghini Super Trofeo.
Le classi GT1 e GT2 non sono più presenti nel campionato rispettivamente dalla stagione 2007 e 2013. Pertanto la massima categoria attuale è la classe GT3, riservata a vetture gran turismo derivate dalla produzione di serie di marchi quali Ferrari, Lamborghini, Porsche, Audi, BMW, Mercedes, McLaren, Chevrolet, le stesse impegnate in campionati europei come il GT World Challenge, affiancata dalla categoria GT Cup che comprende le vetture gran turismo provenienti dai monomarca.
Anche le vetture GT4 hanno fatto parte del campionato, salvo poi essere escluse alla fine della stagione 2021.
Dal 2016 sono state istituite le nuove categorie Super GT3, GT3. Super GT Cup e GT Cup. Le SuperGT3 riguardano le vetture GT3 con recente omologazione, mentre la categoria Super GT Cup è riservata esclusivamente alle Lamborghini Huracan SuperTrofeo.
Dal 2017 viene creata in classe Super GT3 un'ulteriore categoria, solamente per i piloti professionisti (PRO).
A partire dal 2019 il campionato viene diviso in due serie: la Endurance, che prevede per ogni weekend una gara di 3 ore, e la Sprint, che prevede per ogni weekend due gare della durata di 50 minuti più un giro. Nella stessa edizione viene introdotta, al posto della Super GT Cup, la classe GT Light, abolita poi a partire dal 2020.
Dal 2022 la durata delle gare Endurance viene ridotta da 3 a 2 ore.

## Albo d'oro
| Stagione | Assoluto                                  |                                                      |                                        |                                   |                |
| -------- | ----------------------------------------- | ---------------------------------------------------- | -------------------------------------- | --------------------------------- | -------------- |
| 1992     | Rori Parasiliti                           |                                                      |                                        |                                   |                |
| 1993     | Marco Brand                               |                                                      |                                        |                                   |                |
| 1994     | Vittorio Colombo                          |                                                      |                                        |                                   |                |
| 1995     | Renato Mastropietro                       |                                                      |                                        |                                   |                |
| 1996     | Antonio de Castro                         |                                                      |                                        |                                   |                |
| Stagione | GT1                                       | GT2                                                  | GT3                                    | GT4                               |                |
| 1997     | Gianni Giudici                            | Alex Dazzan                                          | Antonio de Castro                      | Nanni Corongi                     |                |
| 1998     | Luca Cattaneo                             |                                                      |                                        |                                   |                |
| 1999     |                                           | Massimo Pasini                                       | Mario Spagnoli                         | Aspero Lapilli                    |                |
| 2000     | Massimo Pasini                            | Alex Dazzan                                          | "Romoletto"                            | Sergio Bertoni                    |                |
| 2001     | Massimo Pasini                            | Mario Spagnoli                                       | "Romoletto"                            | Saturno Bandiera                  |                |
| 2002     | Denny Zardo                               | Antonio de Castro                                    | Roberto Ragazzi                        | Roberto Farnetti                  |                |
| Stagione | GT                                        | N-GT                                                 | GT2                                    |                                   |                |
| 2003     | Piergiuseppe Perazzini                    | Andrea Chiesa                                        | Massimo Piacentini Roberto Sperati     |                                   |                |
| 2004     | Piergiuseppe Perazzini Gabriele Matteuzzi | Andrea Chiesa Loris Kessel                           | Mario Sala Giovanni Sada               |                                   |                |
| Anno     | GT1                                       | GT2                                                  | GT3 Light                              |                                   |                |
| 2005     | Matteo Malucelli Miguel Ramos             | Toni Vilander Alessandro Pier Guidi                  | Andrea Palma Danilo Zampaloni          |                                   |                |
| 2006     | Toni Vilander Giambattista Giannoccaro    | Alex Caffi Denny Zardo                               |                                        |                                   |                |
| Stagione | GT2                                       | GT3                                                  | GT Cup                                 | GT4                               |                |
| 2007     | Stefano Livio Lorenzo Casè                | Giacomo Piccini Giovanni Berton Marco Coldani (GT3B) | Angelo Proietti                        |                                   |                |
| 2008     | Max Busnelli Gabriele Lancieri            | Giacomo Piccini Matteo Grassotto                     | Mario Sala Giovanni Sada               | "Yah Man"                         |                |
| 2009     | Francisco Cruz Martins                    | Stefano Livio Lorenzo Bontempelli                    | Aldo Cerruti Mario Ferraris            |                                   |                |
| 2010     | Andrea Montermini Emanuele Moncini        | Gianluca Roda                                        | Marco Mapelli Fabio Mancini            | Agostino Alberghino Sergio Orsero |                |
| 2011     | Victor Coggiola Giovanni Coggiola         | Marco Bonanomi                                       | Giorgio Sanna Davide Stancheris        | Tiziano Cappelletti               |                |
| Stagione | GT2                                       | GT3                                                  | GT Cup (1ª Divisione)                  | GT Cup (2ª Divisione)             |                |
| 2012     | Victor Coggiola Giovanni Coggiola         | Thomas Biagi Stefano Colombo                         | Niccolò Granzotto Alessandro Cicognani | Vincenzo Donativi                 |                |
| 2013     |                                           | Vito Postiglione Luigi Lucchini                      | Fabio Babini Riccardo Bianco           |                                   |                |
| 2014     |                                           | Raffaele Giammaria Lorenzo Casè                      | Omar Massimo Galbiati                  | Gianni Giudici                    |                |
| 2015     |                                           | Stefano Gattuso                                      | Luca Pastorelli Nicola Pastorelli      |                                   |                |
| Stagione | Super GT3                                 | GT3                                                  | Super GT Cup                           | GT Cup (1ª Divisione)             |                |
| 2016     | Stefano Gai Mirko Venturi                 | Federico Leo Eddie Cheever III                       | Nicolas Costa                          | Ivan Benvenuti Luca De Marchi     |                |
| Stagione | Super GT3 PRO                             | Super GT3                                            | GT3                                    | Super GT Cup                      | GT Cup         |
| 2017     | Alex Frassineti Michele Beretta           | Stefano Comandini Alberto Cerqui                     | Simone Niboli                          | Tuomas Tujula Aaro Vainio         | Eugenio Pisani |
| Stagione | GT3                                       | Super GT Cup                                         | GT Cup                                 | GT4                               |                |
| 2018     | Daniel Zampieri Giacomo Altoè             | Pietro Perolini                                      | Davide Di Benendetto                   | Luca Magnoni                      |                |

### GT Endurance
| Stagione | Assoluto                                          | GT3 Pro-Am                                     | GT Light                              | GT4                                               |                                                   |
| -------- | ------------------------------------------------- | ---------------------------------------------- | ------------------------------------- | ------------------------------------------------- | ------------------------------------------------- |
| 2019     | Stefano Gai                                       | Stefano Colombo Francesca Linossi              | Gian Piero Cristoni Mattia Michelotto | Giuseppe Ghezzi Riccardo Chiesa                   |                                                   |
| Stagione | Assoluto                                          | GT3 Pro-Am                                     | GT4 Pro-Am                            | GT4 Am                                            |                                                   |
| 2020     | Giorgio Roda Alessio Rovera Antonio Fuoco         | Sean Hudspeth Mattia Michelotto Matteo Greco   | Paolo Gnemmi Sabino De Castro         | Luca Magnoni                                      |                                                   |
| Stagione | Assoluto                                          | GT3 Pro-Am                                     | GT3 Am                                | GT4                                               | GT Cup                                            |
| 2021     | Mattia Drudi Lorenzo Ferrari Riccardo Agostini    | Simon Mann                                     | Erwin Zanotti Luca Magnoni            | Nicola Neri Beppe Fascicolo Alfred Nilsson        | Luca Demarchi Nicholas Risitano Edoardo Barbolini |
| Stagione | Assoluto                                          | GT3 Pro-Am                                     | GT3 Am                                | GT Cup Pro-Am                                     | GT Cup Am                                         |
| 2022     | Edoardo Liberati Yuki Nemoto                      | Andrea Cola Baptiste Moulin                    | Diego Di Fabio Luca Magnoni           | Rocco Mazzola Miloš Pavlović Michael Fischbaum    | Samuele Buttarelli Lorenzo Cossu                  |
| 2023     | Giancarlo Fisichella Tommaso Mosca                | Marco Cassarà Stefano Comandini Alfred Nilsson | non assegnato                         | Luca Demarchi Sabatino Di Mare Simone Patrinicola | Alessandro Fabi Alessio Caiola Riccardo Ianniello |
| 2024     | Giancarlo Fisichella Tommaso Mosca Arthur Leclerc |                                                |                                       |                                                   |                                                   |

### GT Sprint
| Stagione | Assoluto                          | GT3 Pro-Am                        | GT3 Am                            | GT Light                                             | GT4                                 |                                  |                              |                                |
| 2019     | Riccardo Agostini Alessio Rovera  | Antonio Fuoco Sean Hudspeth       | Filippo Cuneo Niccolò Magnoni     | Alberto Lippi Giorgio Sernagiotto                    | Simone Riccitelli Sabino De Castro  |                                  |                              |                                |
| Stagione | Assoluto                          | GT3 Pro-Am                        | GT3 Am                            | GT4 Pro-Am                                           | GT4 Am                              | GT Cup                           |                              |                                |
| 2020     | Riccardo Agostini                 | Simon Mann Matteo Cressoni        | Marco Cassarà Alex De Giacomi     | Francesco Guerra Simone Riccitelli                   | Daniel Vebster Giacomo Riva         | Riccardo Chiesa Matteo Greco     |                              |                                |
| 2021     | Lorenzo Ferrari Riccardo Agostini | Simon Mann                        | Murat Çuhadaroğlu                 | Mattia Di Giusto Riccardo Pera                       | Luca Magnoni Diego Di Fabio         | Daniel Vebster Francesca Linossi |                              |                                |
| Stagione | Assoluto                          | GT3 Pro-Am                        | GT3 Am                            | GT4 Pro-Am                                           | GT Cup Pro-Am                       | GT Cup Am                        |                              |                                |
| 2022     | Jacopo Guidetti Leonardo Moncini  | Jonathan Cecotto Mattia Di Giusto | Marco Butti Simone Patrinicola    | Aleksander Schjerpen Filippo Bencivenni Fulvio Ferri | Luigi Coluccio Rocco Mazzola        | Enrico Di Leo "Poppy"            |                              |                                |
| 2023     | Jens Klingmann Bruno Spengler     | Philippe Denes Dmitrij Gvazava    | Massimo Ciglia Giuseppe Fascicolo | non assegnato                                        | Gilles Stadsbader                   | Vincenzo Scarpetta               |                              |                                |
| Stagione | Assoluto                          | GT3 Pro-Am                        | GT3 Am                            | GT4 Pro-Am                                           | GT Cup Pro-Am 1° Divisione          | GT Cup Am 1° Divisione           | GT Cup Pro-Am 2° Divisione   | GT Cup Am 2° Divisione         |
| 2024     | Jens Klingmann                    | Federico Malvestiti Pedro Ebrahim | Anthony McIntosh Glenn McGee      | non assegnato                                        | Lorenzo Pegoraro Simone Patrinicola | Lorenzo Casè Edoardo Borelli     | Andrea Palma Massimo Navatta | Nicolò Liana Daniele Polverini |